# Danny Cunningham – skolans ninja
Danny Cunningham – skolans ninja (originaltitel: Randy Cunningham: 9th Grade Ninja) är en amerikansk animerad actionäventyrs-TV-serie som hade premiär den 13 augusti 2012 på Disney XD.

## Handling
En stad som heter Norrisville har skyddats av en ninja i 800 år, men vad medborgarna i Norrisville inte vet är att en ny ninja väljs vart fjärde år. Randy Cunningham, tonåring i nionde klass, är nästa ninja. Nu måste Randy skydda Norrisville från trollkarlens onda planer, hans allierade Hannibal McFist och Hannibals assistent Willem Viceroy.

## Karakterän
- Danny Cunningham
- Howard Weinerman
- Heidi Weinerman

## Röster

### Engelska röster
- Ben Schwartz – Randy Cunningham
- Andrew Caldwell – Howard Weinerman
- Tim Curry – The Sorcerer
- Kevin Michael Richardson – Willem Viceroy
- John DiMaggio – Hannibal McFist

### Svenska röster
- Oliver Åberg – Danny Cunningham
- Nicklas Berglund – Howard Weinerman
- Adam Fietz – The Sorcerer
- Göran Gillinger – Willem Viceroy
- Gunnar Ernblad – Hannibal McFist